# Chiromantes
Chiromantes is een geslacht van kreeftachtigen uit de klasse van de Malacostraca (hogere kreeftachtigen).

## Soorten
- Chiromantes eulimene (de Man, in Weber, 1897)
- Chiromantes haematocheir (De Haan, 1833)
- Chiromantes ortmanni (Crosnier, 1965)
- Chiromantes ryukyuanum Naruse & Ng, 2008